# Sinagua-Kultur

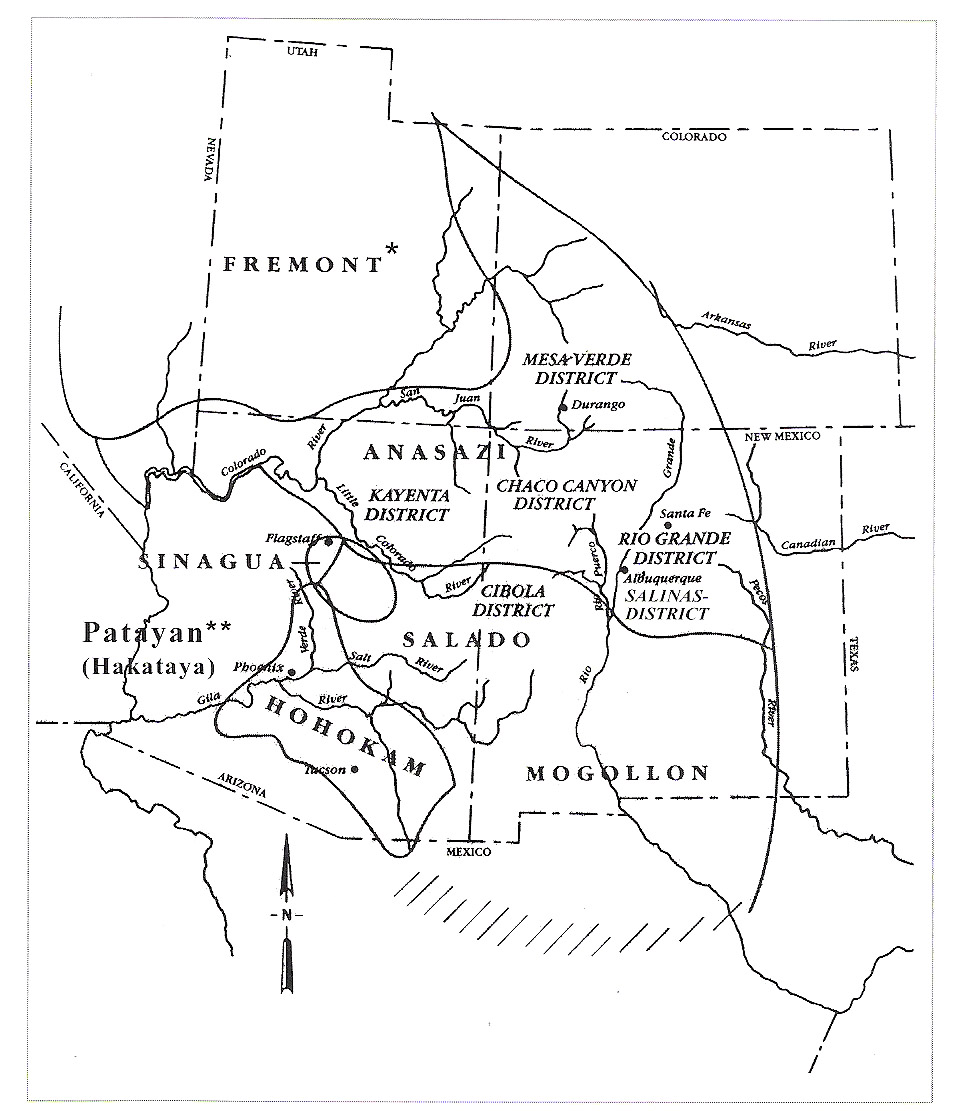
Kulturgruppen im Südwesten Nordamerikas

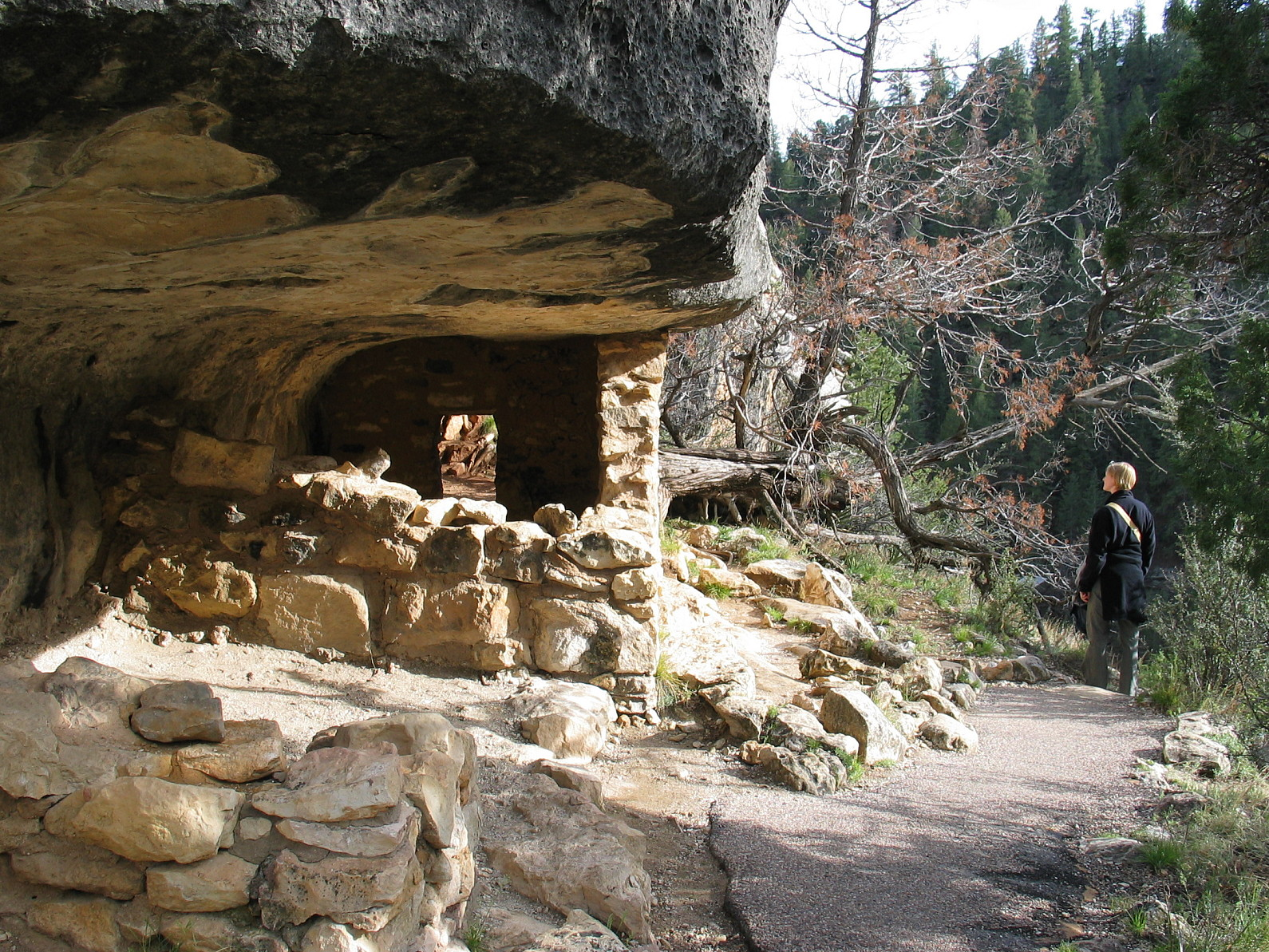
Einfacher Bau in einer Felsnische

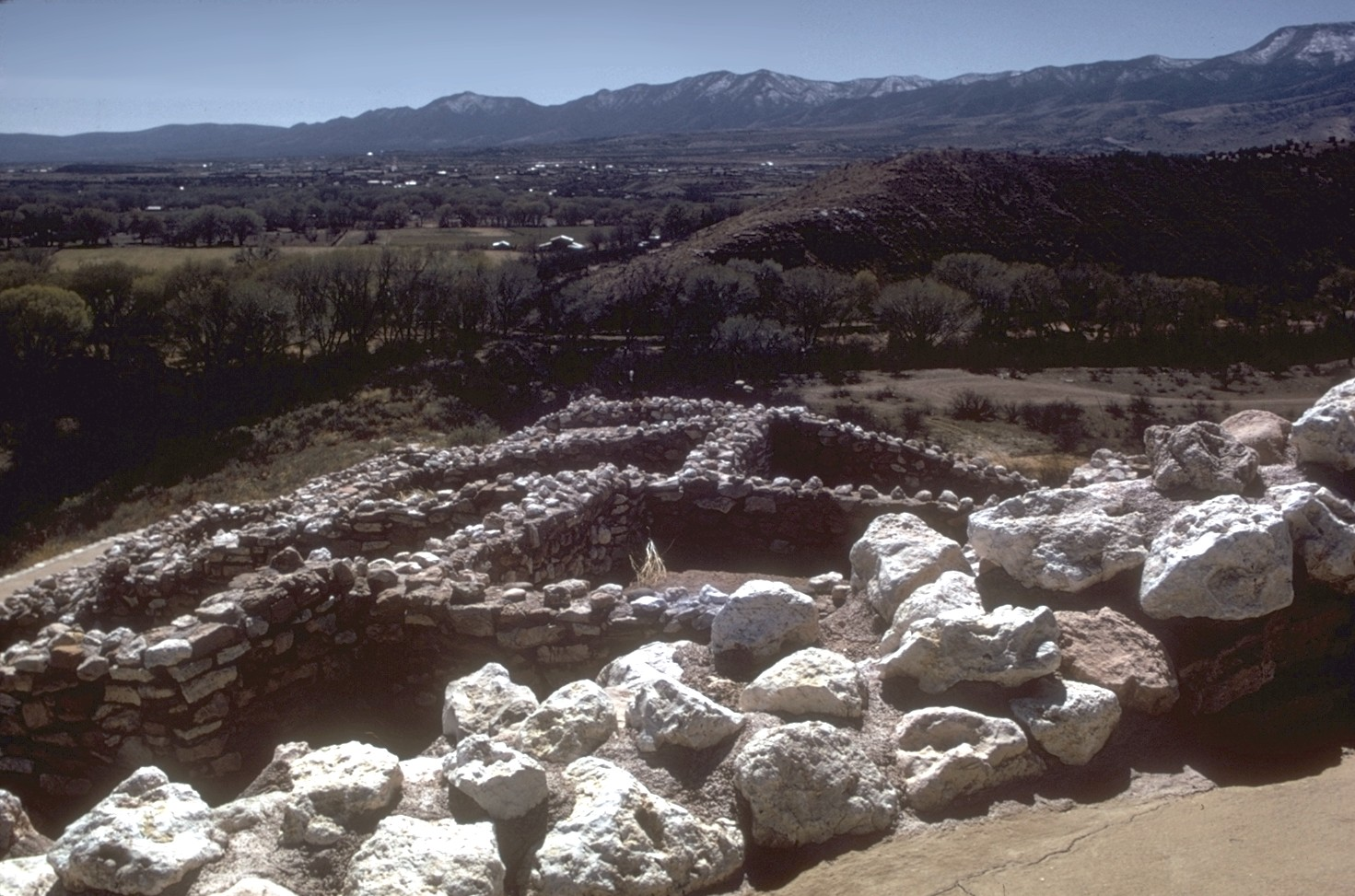
Pueblo auf einer Felskuppe

Die Sinagua sind eine Archäologische Kultur im Südwesten der Vereinigten Staaten. Ihr Verbreitungsgebiet im heutigen US-Bundesstaat Arizona liegt um das Verde Valley und Sedona, die genaue Ausdehnung der Kultur und ihre Datierung sind nicht gesichert. Andere Autoren betrachten sie nicht als eigenständige Kultur, sondern als lokale Ausprägung der Anasazi oder fassen sie mit Cohonina und Patayan zu den Hakataya zusammen.
Der Name leitet sich von der früheren spanischen Bezeichnung Sierra de Sin Agua (Berge ohne Wasser) der San Francisco Peaks bei Flagstaff ab. Er wurde erstmals von Harold Colton 1939 und dann in einem zusammenfassenden Werk von 1946 verwendet.

## Verbreitungsgebiet
Die Sinagua siedelten auf einem Teil des Mogollon Rim, der als Geländestufe das Colorado-Plateau im Norden von einem Teil des Basin-and-Range-Gebietes im Süden trennt, sowie in einem kleinen Teil im Südwesten des Colorado-Plateaus. Die größte Konzentration von den Sinagua zugeschriebenen Bauten liegt im Verde Valley, dem Canyon des Verde Rivers. Einzelne Siedlungsorte mit Elementen der Sinagua erstrecken sich vom Little Colorado River im Nordosten bis zum Salt River im Süden. Heutige Ortschaften in der Region umfassen Flagstaff und Sedona. Die bedeutendsten Siedlungen sind als Gedenkstätten des Bundes ausgewiesen: Montezuma Castle National Monument, Walnut Canyon National Monument und Tuzigoot National Monument bewahren jeweils unterschiedliche Standorttypen und Bauformen.

## Entwicklung
Als Beginn der Sinagua-Kultur gilt überwiegend der Ausbruch des Sunset Craters im Jahr 1064/65. Der großräumige aber dünne Auswurf von vulkanischer Asche verbesserte die Bodenbeschaffenheit und insbesondere die Fähigkeit der Böden Wasser zu speichern und zog so Zuwanderer in das vorher nur dünn besiedelte Gebiet. Einzelne Autoren lassen die Sinagua bereits 500 beginnen. Die Sinagua errichteten Streusiedlungen vorwiegend an Hängen, überall wo sie kleine landwirtschaftlich nutzbare Flächen fanden. Größere Siedlungen mit über 50 Räumen in allen Häusern zusammen sind selten, Elden Pueblo mit etwas unter 100 Räumen ist die größte bekannte Siedlung aus dieser Epoche.
Um 1250 änderte sich die Siedlungsstruktur. In den San Francisco Peaks östlich von Flagstaff bauten die Sinagua den Siedlungskomplex New Caves auf den O'Neill Crater. Auf dem Nord- und dem Südkamm des Kraters errichteten sie je eine Siedlung, das Joch dazwischen diente als öffentlicher Platz mit einem als Gemeinschaftshaus gedeuteten Bau. Die Ausgrabungen der Siedlung zwischen 1992 und 2003 fand rund 200 einzelne Strukturen in den beiden Kernen, von denen rund 75–125 als bewohnt gelten. Daraus schließen sie auf rund 600 Bewohner in den Kernsiedlungen sowie weitere 50–75 bewohnte Strukturen im Umfeld und kommen auf bis zu 800 Bewohner der New Caves. Als Ursache für die Änderung der Siedlungsform gilt eine äußere Bedrohung. Der Bergkamm hat nur in Bezug auf die Verteidigungsfähigkeit Vorteile, der weite Weg zu Trinkwasser und Ackerflächen hätte vor dem Umbruch diesen Standort ausgeschlossen. New Cave war auch nicht dauerhaft aufrechtzuerhalten. Schon um 1300 erlosch die Siedlung, als Grund wird der Wassermangel diskutiert.
Das Ende der Sinagua ist nicht genau bestimmbar. Der von ihnen verwendete Keramikstil wurde noch bis etwa 1550 gefertigt, Häuser sind nur bis etwa 1450 nachweisbar.

## Lebensweise und Bauten
Die Sinagua waren Ackerbauern. Hauptfeldfrüchte waren Bohnen und Squash-Kürbisse, schon seit etwa 500 war in der Region auch Baumwolle bekannt. Um 1200 und vor allem nach einer Dürreperiode Ende des 13. Jahrhunderts führten sie den Bewässerungsfeldbau ein. Das größte Bewässerungsprojekt gehört zu Montezuma Castle National Monument und besteht in einem Auffang- und Speicherbecken, das von einer Quelle gespeist bis zu 5,7 Millionen Liter Wasser zurückhalten konnte.
Ihre Toten setzten sie nahe den Bauten bei, Grabfunde lassen auf eine Größe von Frauen um 1,55 m und Männer um 1,68 m schließen. Sie unterschieden sich also kaum von Europäern derselben Zeit.
Die Keramik der Sinagua wird als Alameda Brown Ware bezeichnet. Die Formen sind durch hohe Wände gekennzeichnet, das Material ist grau-braun und mit gestoßenen Scherben oder in späterer Zeit mit Vulkanasche als Magerungsmittel versetzt. Die Ware wurde in einfachen, offenen Öfen gebrannt. Weitere Artefakte waren Körbe, Werkzeuge aus Stein und Horn sowie Schmuckstücke. Unter letzteren sind sowohl Perlenschnüre, als auch Armbänder und hunderte Anhänger. Schmuckstücke waren vorwiegend aus Muscheln und Türkis gefertigt.
Anfangs errichteten sie Sinagua Grubenhäuser mit Holzkonstruktionen der oberen Wände und Dächer, begannen aber bald mit der Errichtung von Pueblos. Diese wurden zum Teil auf Felskuppen erbaut, oberhalb der Flusstäler, zum Teil entstanden sie auf Absätzen in Felswänden.

## Kulturelle Verbindungen
In den Sinagua vermischen sich Elemente der Anasazi, der Hohokam und der Mogollon. Keramikstile und Bauten lassen darauf schließen, dass die Hohokam die älteste der Kulturen waren. Nach dem Vulkanausbruch und der Verbesserung der Böden zogen Angehörige verschiedener Kulturen in die Region: „Das Ergebnis war eine Mischung aus Einflüssen der Hohokam, Anasazi und Mogollon, die nie in eine abgegrenzte Kultur verschmolz.“ Ähnlichkeiten mit der Keramik der Mogollon lassen sich eher auf das geologisch gleiche Rohmaterial als auf kulturelle Nähe zurückführen, die Bauten entwickeln sich parallel zu denen der Anasazi. „Die beste Definition der Sinagua ist vielleicht, dass sie keine der anderen großen Kulturen ist, sondern alle von ihnen gleichzeitig.“
Andere Autoren lehnen eine Einordnung als eigenständige Kultur ab und betrachten sie trotz markanter Gegenstände wegen der Übereinstimmung der Gesamtheit der Artefakte mit denen benachbarter Gruppen als Westliche Anasazi-Provinz.
Soweit die Sinagua als lokale Ausprägung der Hakataya angesehen werden, wären die Hochland-Yuma-Völker der Walapai, Havasupai und Yavapai als heutige Nachfahren zu betrachten. Die Hopi beanspruchen nach ihren Überlieferungen, dass die Sinagua zwischen 1250 und 1450 in ihre Gebiete zugewandert wären, ihre Gebräuche übernommen hätten und mit ihnen verschmolzen seien. Dies lässt sich archäologisch nicht nachweisen.